# (33545) 1999 JV9
1999 JV9 (asteroide 33545) é um asteroide da cintura principal. Possui uma excentricidade de 0.02325450 e uma inclinação de 15.46653º.
Este asteroide foi descoberto no dia 8 de maio de 1999 por CSS em Catalina.